# 퍼시픽 모비딕
퍼시픽 모비딕(2010: Moby Dick)은 2010년 공개된 미국의 영화로, 허먼 멜빌의 동명의 소설을 원작으로 한다.

## 줄거리
1969년, 소련 해역 근처에서 USS 아쿠쉬넷 잠수함은 얼음 아래로 잠항한다. 젊은 아합은 소나를 듣던 중 정체불명의 목표물을 감지한다. 함장은 아무것도 듣지 못하지만 아합은 텅 빈 곳에서 무언가가 존재한다고 주장한다. 목표물이 해구로 잠수하자 함장은 수색을 포기하고 사진 촬영을 선택한다. 그때 거대한 흰 고래가 잠수함을 공격해 얼음 위로 끌어올리고, 아합은 이 공격으로 다리를 잃는다.
현대, 해양생물학자 미셸 허먼과 조수 핍은 고래 소리 발생기를 실험하던 중 USS 피쿼드 잠수함과 조우한다. 스타벅은 그들을 설득하여 잠수함에 탑승시키고, 거대한 고래 목격담과 그 크기가 약 150미터에 달한다는 사실을 알린다. 미셸은 이 고래가 고대 종일 가능성을 제시하고, 고래 소리 발생기 작동을 위해 녹음된 고래 소리가 필요하다고 말한다. 아합은 1969년에 자신이 녹음한 소리를 제공하며 그 고래가 전설 속 괴물 모비딕이라고 주장한다. 미셸은 동물을 죽이려는 군함에 합류하는 것을 반대하지만, 어쩔 수 없이 아합의 의도에 동참하게 된다.
한편, 1969년 사건 생존자 부머는 피쿼드 잠수함의 수상한 움직임을 조사하라는 지시를 받는다. 그는 최근 흰 고래 공격 생존자로부터 아합이 모비딕을 사냥하고 있다는 결론에 도달한다.
USS 에섹스 잠수함은 하와이 해역에서 피쿼드호를 수색하던 중 모비딕의 공격을 받는다. 에섹스 잠수함은 피쿼드호를 공격하려다 자신들이 공격한 것이 거대한 생물체임을 뒤늦게 깨닫고 파괴된다. 피쿼드호는 에섹스호의 잔해를 발견하고 아합은 모비딕 사냥을 계속한다.
피쿼드호는 500피트 크기의 목표물을 추적하던 중 헬리콥터의 공격을 받는다. 피쿼드호는 목표물을 향해 핵탄두를 발사했지만, 헬리콥터 조종사는 그 목표물이 거대 오징어 떼라고 말한다. 그때 모비딕이 헬리콥터를 삼켜버린다.
모비딕은 여객선 레이첼호를 공격하고, 피쿼드호는 미셸의 고래 소리 발생기로 모비딕을 유인한다. 분노한 모비딕은 피쿼드호를 공격하여 손상을 입히고, 피쿼드호는 아쿠쉬넷호의 잔해로 만든 작살을 모비딕의 눈에 박는다. 모비딕은 잠수함을 끌고 심해로 잠수하지만, 작살줄이 끊어져 피쿼드호는 가까스로 수면으로 떠오른다.
모비딕도 수면 위로 올라오고 피쿼드호와 헬기를 탄 부머는 모비딕을 산호초로 몰아넣는다. 피쿼드호는 얕은 물에 갇히고, 아합의 작살과 총을 든 세 척의 보트가 고래와 맞선다. 모비딕은 두 척의 보트를 파괴하고 생존자들을 섬으로 몰아넣는다. 모비딕의 공격으로 퀴케그가 사망하고, 아합은 마지막 보트를 타고 모비딕의 나머지 눈을 공격한다. 모비딕은 아합을 죽이고, 남은 피쿼드호 선원들은 아합의 명령에 따라 섬에 핵탄두를 발사한다. 모비딕은 핵탄두를 피하고 피쿼드호를 파괴한다. 미셸은 구조 헬기가 도착하기 직전 수면으로 떠오른다. 모비딕은 살아남아 다시 나타날 가능성을 남긴다.

## 출연

### 주연
- 베리 보스트윅
- 르네 오코너
- 맷 레건
- 애덤 그림스

### 조연
- 제이 길스피
- 제이 베이어스
- 바트 바게트
- 마이클 테
- 데릭 스콧

## 기타
- 원작자: 허먼 멜빌